# Sulcacis bidentulus
Sulcacis bidentulus är en skalbaggsart som först beskrevs av Wilhelm Gottlob Rosenhauer 1847.  Sulcacis bidentulus ingår i släktet Sulcacis, och familjen trädsvampborrare. Arten har ej påträffats i Sverige.